# Horbaef
Horbaef (nach anderer Lesung Baefhor) war ein Prinz der altägyptischen 4. Dynastie. Seine familiären Verbindungen sind nicht restlos geklärt. Wahrscheinlich war er ein Sohn von Pharao Cheops und verheiratet mit Meresanch II., die wohl seine Schwester war. Als Kinder des Horbaef sind sein Sohn Djati und eine Tochter namens Neferetkau bezeugt.

## Sein Grab

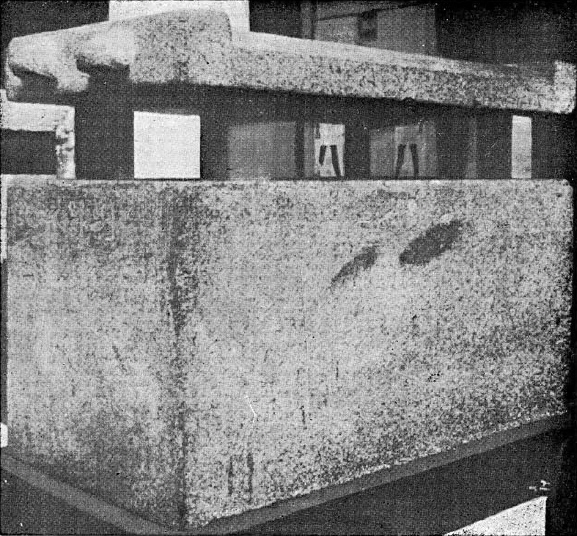
Sarkophag des Horbaef im Ägyptischen Museum Kairo

Horbaef gehört höchstwahrscheinlich die Mastaba G 7420 auf dem Ostfriedhof der Cheops-Pyramide. Neben einigen Relief-Bruchstücken wurde in dieser Grabanlage eine kleine hölzerne Frauenstatuette gefunden, welche aus der 6. Dynastie stammt. Die Mastaba ließ sich Horbaef aufgrund eines großen Sarkophages aus Rosengranit zuweisen, der sich heute im Ägyptischen Museum in Kairo befindet und seinen Namen nennt. Die genaue Fundposition dieses Sarkophages war bei der Grabung nicht vermerkt worden. Aufgrund seiner enormen Größe ist die Mastaba G 7420 allerdings der einzig plausible Herkunftsort, da alle anderen in Frage kommenden Mastabas eine zu kleine Grabkammer besitzen.